# Jacqueline Genot-Bismuth
Pour les articles homonymes, voir Bismuth (homonymie) et Genot.
Jacqueline Genot-Bismuth, née le 29 mars 1938 à Tunis (Tunisie) et morte le 22 novembre 2004 à Étampes, est une historienne et philosophe française.

## Biographie
Docteur ès sciences religieuses (1970) et ès lettres (1977), elle a étudié l'hébreu à l'Institut des langues orientales.
Elle a été professeur à l'université Paris III dans une chaire de judaïsme ancien et médiéval. À l'université Paris IV, elle a été chargée d'un cours de philosophie hébraïque (à partir de 1974).
Elle est spécialiste du Moyen Âge ; elle a étudié de façon approfondie la culture israélite, notamment de l'époque du Second Temple. Cela l'a amenée à travailler avec Claude Tresmontant et étudier l'apparition du christianisme à partir de ses origines hébraïques. Elle est l'auteure d'Un homme nommé Salut, qui reprend les résultats de Claude Tresmontant et affirme l'ancienneté des rédactions des Évangiles ainsi que leur origine hébraïque, en particulier de celui de Jean, qui aurait été un cohen (prêtre juif). Selon elle, le texte est typiquement hébraïque, et baigné du bilinguisme de la traduction de la Septante. Selon elle, « l’Évangile de Jean correspond de façon absolument photographique à la situation des années 20-30, y compris les termes utilisés pendant le procès de Jésus, qui sont très fiables. »

## Publications
- Un homme nommé Salut : Genèse d’une hérésie à Jérusalem, François-Xavier de Guibert/Œil, 1986, 349 p., 2e éd. 1995.
- Jérusalem ressuscitée : la Bible hébraïque et l’Évangile de Jean à l’épreuve de l’archéologie nouvelle, François-Xavier de Guibert/Œil, 1992, 278 p.
- Le Scénario de Damas : Jérusalem hellénisée et les Origines de l'essénisme, François-Xavier de Guibert/Œil, 1992.
- Le Sage et le Prophète : le Défi prophétique dans le monde juif des premiers siècles, François-Xavier de Guibert/Œil, 1995, 207 p.